# اوبرلاهر
اوبرلاهر (به آلمانی: Oberlahr) یک شهر در آلمان است که در راینلاند-فالتس واقع شده‌است.

## خصوصیات
اوبرلاهر ۷۶۳ نفر جمعیت دارد.